# Ónody Andor
Ónody Andor, (Krasznokvajda, 1920. augusztus 3. – Budapest, 1986. június 5.) válogatott labdarúgó, hátvéd. A sportsajtóban Ónody I néven volt ismert.

## Pályafutása

### Klubcsapatban
Kispesten kezdte a labdarúgást. 1940-ben igazolt az Elektromos csapatához, ahol 1942-ig játszott. Következő klubja a Nagyváradi AC, ahol két idényen át szerepelt és egy bajnoki ezüstérem után, bajnok lett a csapattal 1944-ben. 1945 és 1948 között volt a Ferencváros játékosa. Itt egy-egy bajnoki ezüst- és bronzérmet szerzett. A Fradiban 118 mérkőzésen szerepelt (93 bajnoki, 18 nemzetközi, 7 hazai díjmérkőzés) és 3 gólt szerzett (3 bajnoki). Ezt követően a Kinizsi Sörgyárban játszott, majd két évet a másodosztályban a Vasas Izzónál.

### A válogatottban
1946-ban egy alkalommal szerepelt a válogatottban.

### Edzőként
Edzői pályafutását a Kinizsi Sörgyár kölyök csapatában kezdte. Később Székesfehérváron dolgozott egy megyei csapatnál. Majd a Lőrinci Fonó, a Vörös Meteor, a Láng Vasas és a Vasas Izzó csapatainál tevékenykedett.

## Sikerei, díjai
- Magyar bajnokság
  - bajnok: 1943–44
  - 2.: 1942–43, 1945-tavasz
  - 3.: 1947–48

## Statisztika

### Mérkőzései a válogatottban
| Magyarország | Magyarország      | Magyarország     | Magyarország | Magyarország | Magyarország | Magyarország | Magyarország | Magyarország |
| #            | Dátum             | Helyszín         | Hazai        | Eredmény     | Vendég       | Kiírás       | Gólok        | Esemény      |
| ------------ | ----------------- | ---------------- | ------------ | ------------ | ------------ | ------------ | ------------ | ------------ |
| 1.           | 1946. október 30. | Esch-sur-Alzette | Luxemburg    | 2 – 7        | Magyarország | barátságos   | -            |              |
|              | Összesen          |                  |              | 1            | mérkőzés     |              | 0            | gól          |